# Rapporto della Commissione internazionale sulle Guerre balcaniche

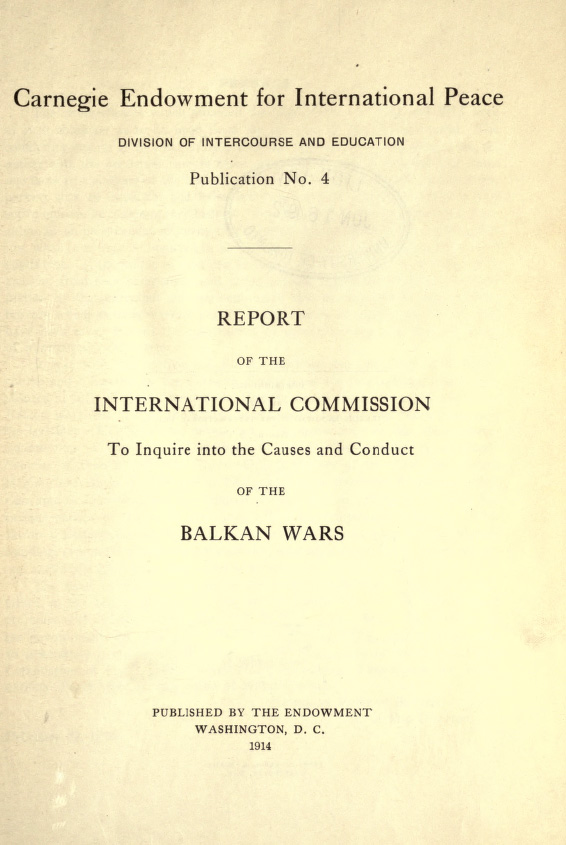
Rapporto della Commissione Internazionale sulle Guerre Balcaniche

Il Rapporto della Commissione Internazionale per Indagare sulle Cause e la Condotta delle Guerre Balcaniche (in inglese Report of the International Commission to Inquire into the Causes and Conduct of the Balkan Wars) è un documento pubblicato a Washington DC nel 1914 dalla Carnegie Endowment for International Peace.
La Commissione Internazionale era composta da professori universitari e altre personalità di spicco provenienti da Francia, Gran Bretagna, Stati Uniti, Germania, Austria e Russia. Tra i membri della Commissione vi erano tre premi Nobel.
La Commissione si recò nei paesi partecipanti all'inizio di agosto 1913 e vi rimase fino alla fine di settembre. Dopo il ritorno a Parigi, tutto il materiale fu elaborato e rilasciato sotto forma di un rapporto dettagliato. Il rapporto parla delle numerose violazioni delle convenzioni internazionali e dei crimini di guerra commessi durante le guerre balcaniche. Furono raccolte testimonianze e dichiarazioni anche su fatti avvenuti durante il primo conflitto, riunite poi in un documento unitario dal titolo Report of the International Commission to Inquire into the Causes and Conduct of the Balkan War, pubblicato nell'estate del 1914, ma vennero presto oscurate dall'avvio della prima guerra mondiale.

## Membri della Commissione
- Josef Redlich (Austria-Ungheria, professore di diritto all'Università di Vienna)
- Walther Schücking (Germania, professore di diritto internazionale pubblico, primo giudice tedesco presso la Corte permanente di giustizia internazionale dell'Aia)
- Francis Wrigley Hirst (Regno Unito, direttore di The Economist )
- Henry Noel Brailsford (Regno Unito, giornalista)
- Paul-Henri-Benjamin Balluet d'Estournelles (Francia, senatore, vincitore del Premio Nobel per la Pace nel 1909)
- Justin Godart (Francia, politico, Assemblea nazionale francese)
- Pavel Milyukov (Russia, storico, membro della Duma di Stato)
- Samuel Train Dutton (Columbia University, Stati Uniti).